# Манихейство
Манихейството е универсална дуалистична религия, съществувала до Средновековието. Значимостта ѝ за историята на България е, че оказва влияние на арменските павликяни, които на свой ред са сред източниците на богомилството – известна средновековна гностическа ерес, възникнала в югоизточните Балкани. Повечето оригинални произведения на основателя на манихейството Мани са изгубени.
Създателят на манихейството Мани (214 – 276 г.) е роден в град Мардин (Mardinu) в Месопотамия в семейство, което изповядва елкезаитство – учение на умерено дуалистична кръщелна секта. Той е повлиян от зороастризма и започва да проповядва от ранна възраст. Според биографичните свидетелства, запазени от ибн ан Надим и ал Бируни, като младеж Мани получил откровение от дух, когото по-късно нарича Близнака. Този дух го научил на божествените истини, които залегнали в основата на манихейската религия. Мани твърди, че е Утешителят, обещан в Новия завет, Последният пророк и Печатът на пророците, който завършва поредица от хора, водени от Бог, включително Зороастър, Хермес, Платон, Буда и Иисус Христос.
Първоначално манихейството се разпространява в период, когато християнството и зороастризмът се съревновават за по-голямо политическо и обществено влияние. Макар и с по-малко привърженици от зороастризма, манихейството печели подкрепата на много високопоставени политически фигури в Персия. С помощта на Сасанидското царство Мани реализира мисионерски експедиции в Азия, откъдето заимства идеята за прераждане. Със съдействието на шах Шапур I, Мани създава общности из цяла Персия, Смъртта на Шапур I през 273 г. слага край на разпространението на религията на Мани в Персия, изправен пред враждебното отношение на зороастрийските свещенослужители, Мани е одран жив по заповед на шах Бахрам I, който се възкачва на трона след преврат и измества брат си Хормазд I. Кожата на Мани е напълнена със слама и окачена пред градските порти за назидание.
Манихейците полагат големи усилия да включат всички известни религиозни традиции. В резултат на това те запазват много апокрифни християнски текстове, като Деяния на Тома, които иначе биха изчезнали. Мани се обявява за библейския Утешител – име, което православната църква отнася към Светия дух. Същата титла по-късно е използвана и от Мохамед, основателят на исляма.
Манихейството се разпространява извънредно бързо както на Изток, така и на Запад. На Запад (Африка, Испания, Франция, Северна Италия, Балканите) то води накъсано съществуване в продължение на едно хилядолетие, но достига най-голям разцвет в Месопотамия, Вавилония, Туркестан и дори още по-източно, в Северна Индия, Централна Азия и Тибет. Най-известният западен манихеец е Августин, който след осем-девет години става православен християнин и енергичен противник на манихейството. На изток религията се разпростира по пътя на коприната, достигайки Чанан, столицата на династията Тан в Китай. Манихейската църква няма централизирана организация, нито значимо интелектуално влияние на Запад. На Изток тя е унищожена от исляма и хаотичния период, последвал падането на китайската династия Тан. През 1292 г. манихейството все още е съществувало в Китай, за което се намират сведения в описанията оставени от Марко Поло. Храмът Чаоан, който се намира южно от Гуанджоу, и е будистки, всъщност е бил основан от манихейци и това е единствената запазена и днес тяхна сграда.
Най-забележителният принцип в манихейското богословие е дуализмът. Вселената се разглежда като бойно поле между злия материален бог и добрия духовен бог. Подобна е християнската идея за Сатаната, но в християнството той не е смятан за равностоен на Бог, а за сътворено същество. Терминът „манихейство“ често се използва за всяка религия с подобно виждане за борба между добро и зло. Митичната борба между доброто и злото се превръща във вътрешна борба у всеки манихеец, който отделя светлината от мрака чрез аскетичен живот и вегетариански режим на хранене. Доктрината на Мани се състои от елементи, заимствани от другите религии (будизъм, зороастризъм и християнство), за да може да се адаптира към всякаква културна среда, но и защото Мани сам себе си считал за последния от Божиите посланици. По същия начин по-късно Мохамед ще назове себе си последен от Божиите пророци. Макар Мани да отхвърля Стария Завет и юдаизма, той приема Новия завет и фигурата на Иисус, за чийто апостол той се обявява. Църквата определя манихейството като ерес заради отхвърлянето на Стария Завет, заради разликата която прави между добрият Бог и лошият Бог (в случая манихеите приемат Сатаната за равноправен, а не за паднал ангел, за какъвто се смята в християнството), както и заради различния поглед върху личността на Иисус Христос и незачитането му като част от Св. Троица.
Степента на влияние на манихейството върху християнството е спорна. Твърди се, че богомилите и катарите са само привидни християни и по същество са манихеи. Катарите по-скоро възприемат църковната организация на манихейството, отколкото неговото богословие. Сведенията често са объркани, защото средновековните автори често използват „манихей“ като синоним на „еретик“. Изглежда, Присцилиан и последователите му се опитват да внедрят част от манихейските възгледи в християнството.

## Исторически корени
Манихейството е свързано с персизма и по-специално с неговата разновидност зурванизма. Зурванизмът се основава на религиозните представи и вярвания, съществували на територията на древна Асирия и Вавилон в Двуречието.

## Като част от секти в християнството
От манихейството възникват учения като павликянството, богомилството и др., които достигат до Западна Европа. Папа Инокентий III учредява през 1204 г. Инквизицията за борба с ересите. Проблеми с тях има и православната църква.